# جاچین (آلاباما)
جاچین (به انگلیسی: Jachin) یک منطقهٔ مسکونی در ایالات متحده آمریکا است که در شهرستان چاکتاو، آلاباما واقع شده‌است. جاچین ۳۲٫۹۲ متر بالاتر از سطح دریا واقع شده‌است.